# Batalla de Bregalnica

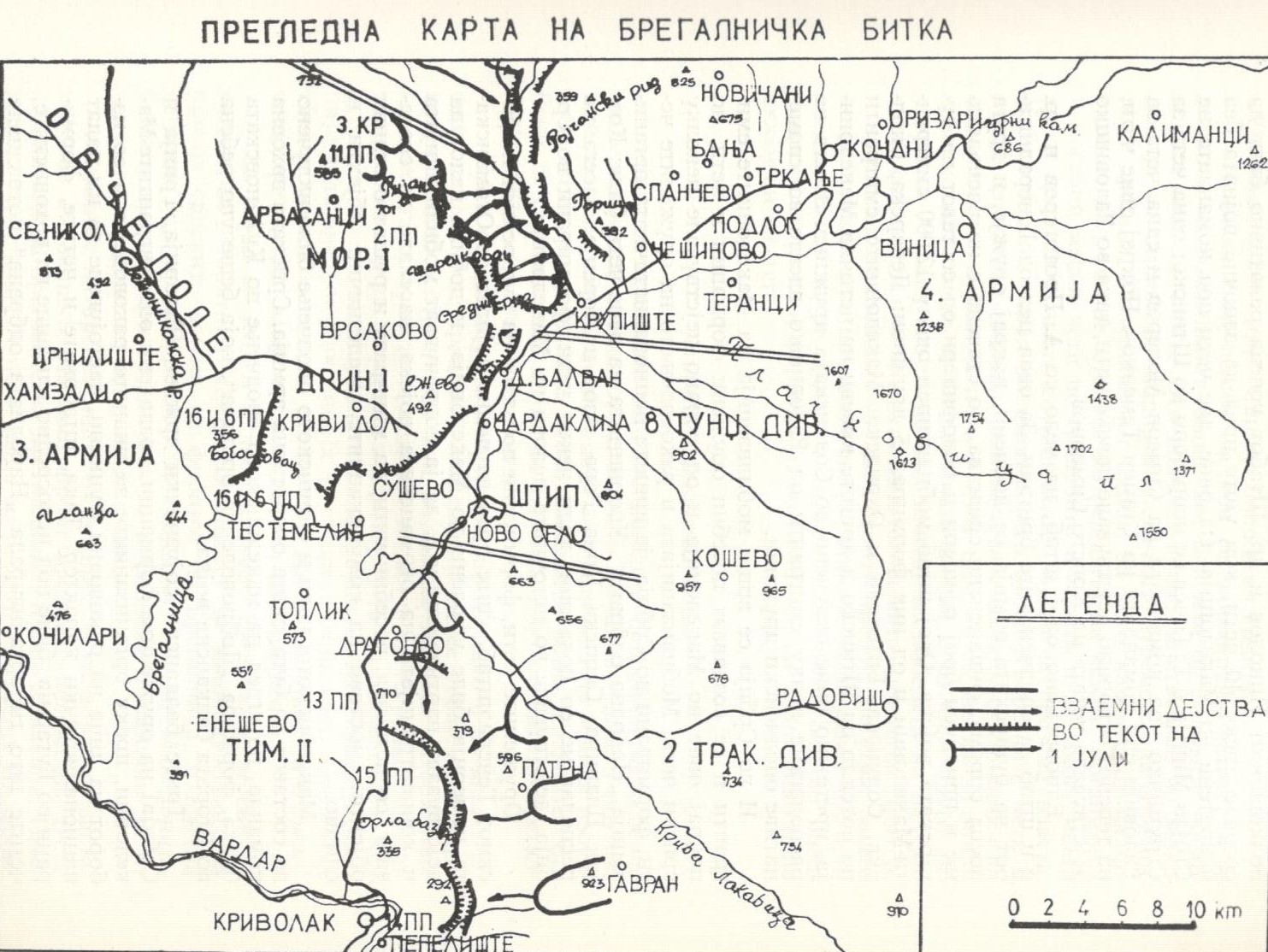
Mapa de la batalla de Bregalnica, Macedonia, durante la Primera Guerra Mundial

La batalla de Bregalnica fue un enfrentamiento entre unidades búlgaras y serbias durante la segunda guerra balcánica que acabó con la victoria de las tropas serbias.

## Desarrollo
Las fuerzas del 4.º Ejército búlgaro se hallaban desplegadas en arco alrededor de la ciudad macedonia de Štip. Los primeros combates con las fuerzas serbias tuvieron lugar la noche del 29 de junio de 1913. El 4.º Ejército búlgaro se enfrentaba al «grupo sur» de las fuerzas serbias en Macedonia, formado por el 1.er y 3.er ejércitos. Los choques tuvieron lugar primero a lo largo del río Zletovska y más tarde, tras la retirada búlgara, a lo largo del Bregalnica.
Al comienzo los búlgaros cruzaron el río y avanzaron. El flanco izquierdo búlgaro alcanzó Udovo, junto al Vardar, tras fieros combates. El centro de la línea búlgara, por el contrario, no logró ganar terreno.
La confusión en la capital, donde el Gobierno ordenó al jefe del Estado Mayor búlgaro detener la ofensiva el 1 de julio pero el zar Fernando dio contraorden para continuar los combates, afectó a las operaciones militares. El 3 de julio, Fernando relevó a Savov por desobedecer su contraorden y lo sustituyó por el rusófilo Dimitriev, que hasta entonces mandaba el 3.er Ejército.
La orden de retirarse a las posiciones anteriores a la ofensiva confundió a muchas de las unidades búlgaras envueltas en la batalla y permitió que la iniciativa pasase a las fuerzas serbias, cuyo 3.er Ejército había solicitado poco antes la retirada al mando serbio, que lo denegó. Ante la retirada búlgara, el 3.er Ejército inició la contraofensiva el 1 de julio e hizo retroceder a los búlgaros de nuevo al Zletovska. y más tarde empujarlos hacia el Bregalnica. El 4 de julio, los serbios rompieron el frente y avanzaron hacia Blagoevgrad.
Por su parte, la falta de actividad del 5.º Ejército búlgaro, que debía cubrir el flanco norte del 4.º y se vio afectado por las confusas órdenes de la capital, contribuyó a la victoria serbia.
La batalla se considera que finalizó el 8 de julio, con la retirada general búlgara tras sufrir considerables bajas (20 000 hombres, frente a los 16 620 de los serbios).